# 트로피코

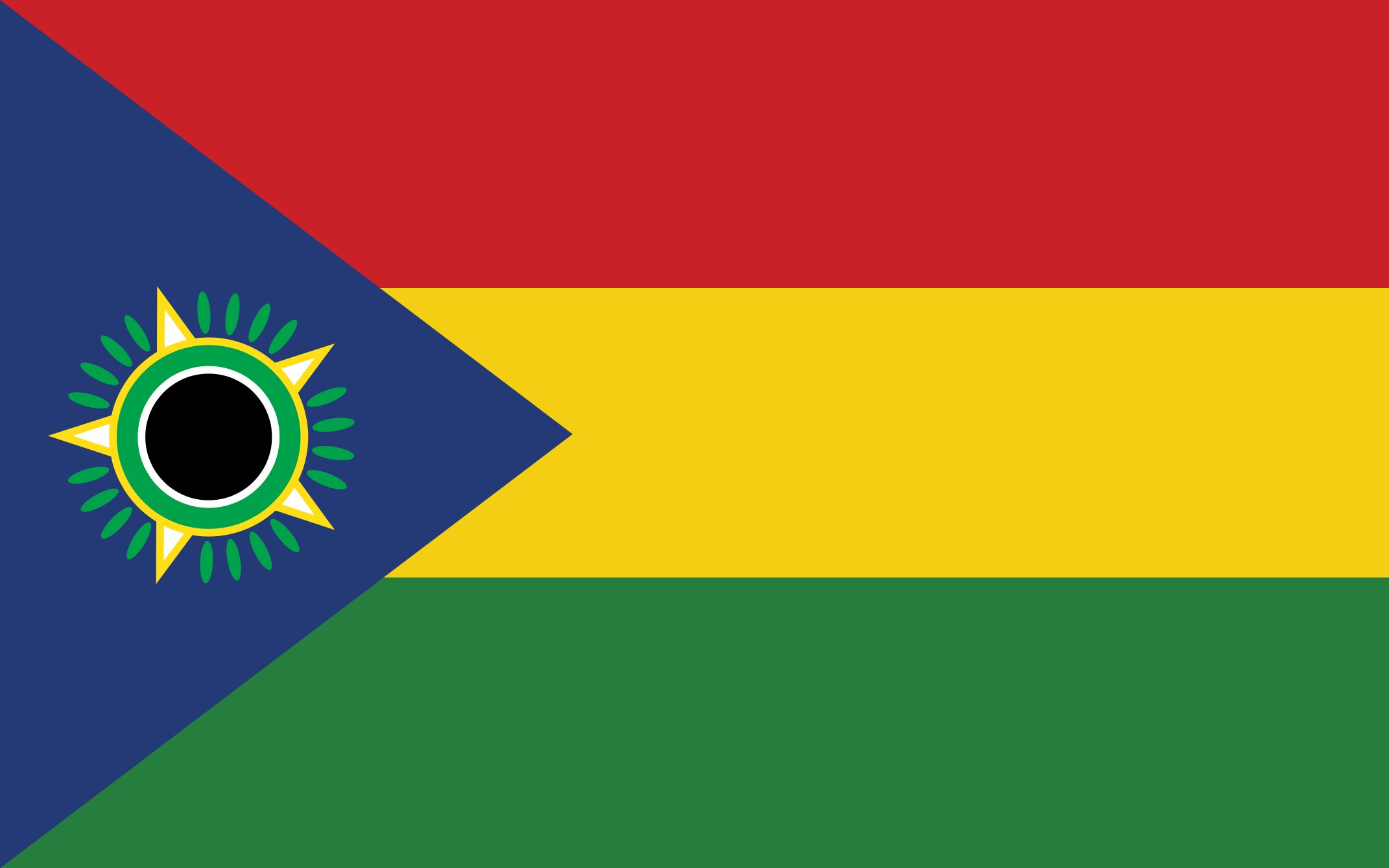
트로피코의 국기

《트로피코》(Tropico)는 미국의 팝 탑 소프트웨어가 개발하고 발매한 2000년 작 경영 시뮬레이션 게임이다.

## 게임 개념
1950년대부터 2000년대까지 카리브해의 한 섬나라 '트로피코'의 국가 원수가 되어 국가를 발전시키는 것이 목표이다. 플레이어가 원한다면 군사 독재를 하는 것도 가능하다. 이 게임은 한 국가를 경영하는 게임이므로 경제와 정치, 외교, 복지가 아주 중요한 요소이다.

### 경제
플레이어는 1차 산업(농업,수산업)을 통해 수익을 얻은 다음 2차 산업으로 산업 구조를 변경하여 더 많은 수입을 얻을 수 있다. 게임 상에서 광업은 1차 산업으로 간주된다.

### 정치
만약 플레이어가 정치적으로나 경제적으로 실정을 저질렀을 때, 국민들은 불만을 가지므로 요구 사항을 잘 관찰하고 해결하는 것이 중요하다. 또한, 이 게임의 선거에서 패배할 때 플레이어는 게임 오버이므로 유의해야 한다.

### 외교
미국과 소련 간의 줄다리기 외교는 플레이어가 미국이나 소련의 침공을 받지 않기 위하여 중요하다.

### 복지
플레이어는 지지도와 국민들의 행복도를 높이기 위해 여러 가지 복지 정책을 실시할 수 있다.

## 국가 원수로 선택 가능한 인물
트로피코는 실제 인물과 가상 인물이 함께 등장한다.

### 실제 인물
- 체 게바라
- 피델 카스트로
- 아우구스토 피노체트

### 가상 인물
- 트루히요

## 후속작
인기에 힘입어 현재 2011년까지 총 네 작품의 후속작이 발매되었다.
- 트로피코 2
- 트로피코 3 - 2010년
  - 트로피코 3 - 절대 권력(Absolute Power) - 확장팩
- 트로피코 4 - 2011년
- 트로피코 5 - 2014년 5월

## 평가
| 평가 |                        |
| --- | ---------------------- |
| 통합 점수 통합사 점수 게임랭킹스 PC: 83% [ 1 ] 메타크리틱 PC: 85/100 [ 2 ] iOS: 86/100 [ 3 ] 평론 점수 평론사 점수 CGM [ 4 ] CGW [ 5 ] 게임 인포머 9.25 out of 10 [ 6 ] 넥스트 제네레이션 [ 7 ] PC 게이머 (US) 77% [ 8 ] 엑스플레이 [ 9 ] MacHome Journal [ 10 ] TouchArcade iOS: [ 11 ] |                        |
| 통합 점수 |                        |
| 통합사 | 점수                   |
| 게임랭킹스 | PC: 83%                |
| 메타크리틱 | PC: 85/100 iOS: 86/100 |
| 평론 점수 |                        |
| 평론사 | 점수                   |
| CGM | [ 4 ]                  |
| CGW | [ 5 ]                  |
| 게임 인포머 | 9.25 out of 10         |
| 넥스트 제네레이션 | [ 7 ]                  |
| PC 게이머 (US) | 77%                    |
| 엑스플레이 | [ 9 ]                  |
| MacHome Journal | [ 10 ]                 |
| TouchArcade | iOS:                   |